# Wurfsendung (Hörspielserie)
Wurfsendung war eine Serie von Minihörspielen von höchstens 50 Sekunden Länge, die von 2004 bis 2024 im Deutschlandradio Kultur, später Deutschlandfunk Kultur ausgestrahlt wurden, bis Juni 2014 in der Sendung Radiofeuilleton. Einen Sendetermin gab es nicht, sie wurden durch Zufall „in die Sendung geworfen“. Die Idee stammte von Wolfgang Hagen, der Name von Hermann Bohlen.

## Geschichte
Inspiriert wurden die Erfinder der Reihe nach eigenen Angaben durch die Radiowerbung. Der Inhalt war oft Nonsens. In einer sind zum Beispiel die Geräusche eines Supermarktes zu hören und dann erfolgt die Durchsage: „Herr Dutschke, bitte 68“. Andere sind Parodien auf Anrufbeantwortertexte oder Bahnhofslautsprecherdurchsagen.
Die Wurfsendungen sollten die Möglichkeiten des Mediums Rundfunk ausschöpfen und auf hohem technischen Niveau produziert werden. Das Format wurde von anderen europäischen Sendern, unter anderem von der BBC, übernommen.
Im Jahr 2004 erhielten die Wurfsendungen beim Prix Europa eine lobende Erwähnung und die Redakteurin Nathalie Singer erhielt für die Entwicklung der Wurfsendungen 2005 den RADIOjournal-Rundfunkpreis. Nach der Meinung der Jury seien die Wurfsendungen „eine radiophone Kunstform, die deutschlandweit ihresgleichen suche“.
Ab 2007 war Julia Tieke als Nachfolgerin von Nathalie Singer Leiterin des Projekts. Zu ihrem Team gehörten Clarisse Cossais und Matthias Karow.
Zu den Mitwirkenden zählten unter anderem Elke Naters als Autorin der Serien Kurztexte, Paardialoge, Regeln des Anstands und Boris Aljinovic als der männliche Sprecher der Serie Philosophische Fische.
Am 3. April 2024 meldete Deutschlandradio, dass sie die Reihe nach 20 Jahren einstellen werden. Als Grund werden geänderte Hörgewohnheiten, etwa die Nutzung von App und Audiothek angeführt. Die letzten Wurfsendungen gingen am 30. April 2024 über den Sender. Die Minihörspiele sollen im Audioarchiv verfügbar bleiben.